# Římskokatolická farnost Horní Loděnice
Římskokatolická farnost Horní Loděnice je územní společenství římských katolíků v děkanátu Šternberk s farním kostelem svatého Isidora.

## Historie farnosti
První písemná zmínka o obci pochází z roku 1296, vznikla kvůli místní těžbě železné rudy jako hornická osada na pomezí panství hradu Šternberk a kláštera Hradisko. Ale již od roku 1407 patřila několik století do šternberského panství, se vznikem obecních samospráv v roce 1850 se ovšem stala samostatnou obcí v politickém a soudním okrese Šternberk. Národnostně šlo o prakticky čistě německou obec, která po roce 1938 patřila do Německem zabraných Sudet. Po druhé světové válce byli původní obyvatelé vysídleni a vesnice byla dosídlena z českého vnitrozemí. Tehdy také došlo k připojení obce Nové Dvorce.

## Duchovní správci
Od listopadu 2007 je administrátorem excurrendo R. D. Antonín Pechal.

## Bohoslužby
| Kostel          | Místo          | Bohoslužba (den) | Hodina | Poznámka     |
| --------------- | -------------- | ---------------- | ------ | ------------ |
| svatého Isidora | Horní Loděnice | sobota           | 17.30  | Farní kostel |

## Aktivity farnosti
Každý týden vychází Informátor pro farnosti Šternberk, Mladějovice, Horní Loděnice a Jívová.
Ve farnosti se pravidelně koná tříkrálová sbírka. V roce 2018 se při ní v obci Horní Loděnice vybralo 8 785 korun.